# Southern Illinois Salukis

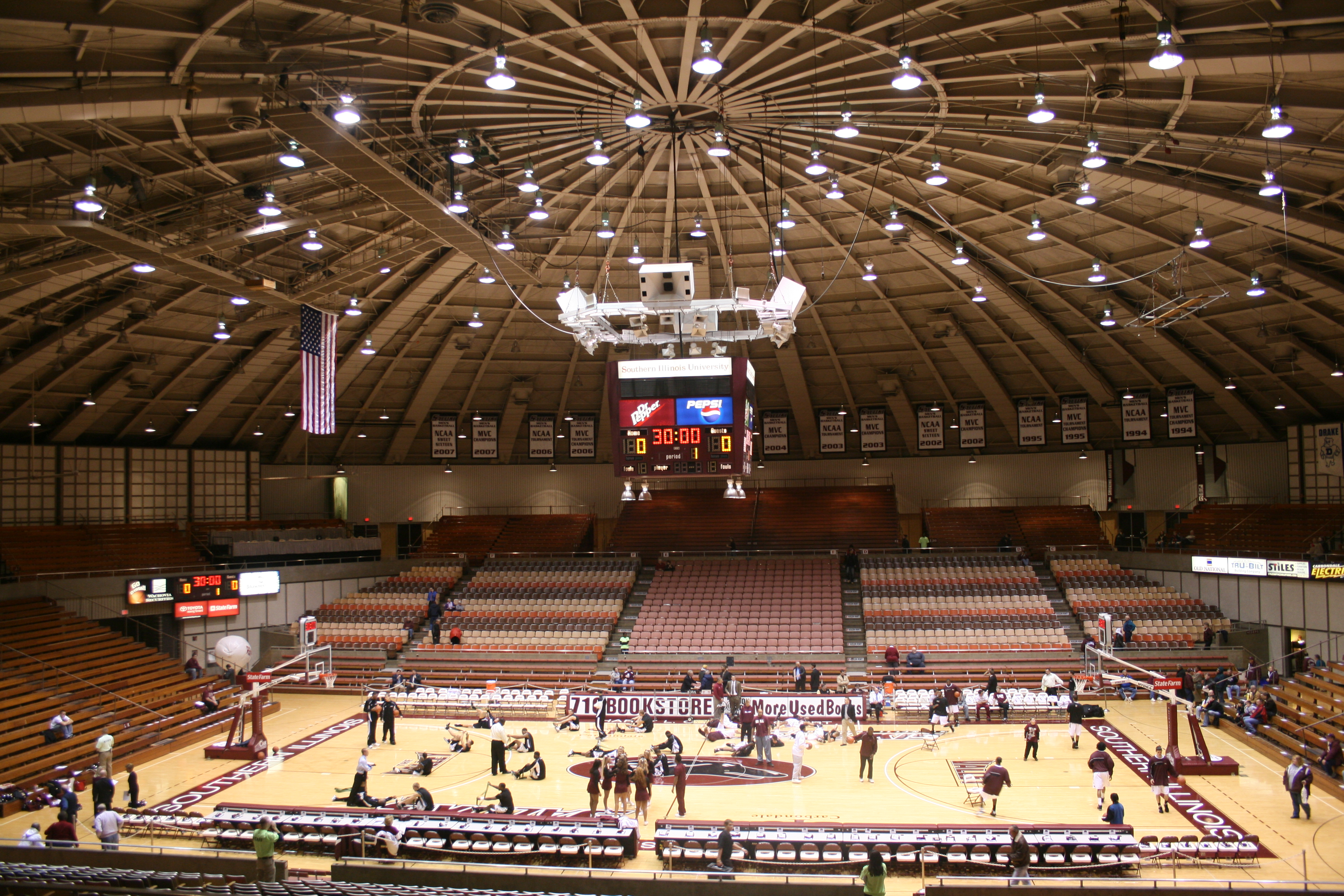
SIUArena.

Southern Illinois Salukis (español: Salukis del Sur de Illinois) es el equipo deportivo de la Universidad del Sur de Illinois Carbondale, situada en Carbondale (Illinois). Los equipos de los Salikis participan en las competiciones universitarias organizadas por la NCAA, y forman parte de la Missouri Valley Conference.

## Apodo
El saluki es una raza de perro, quizás la más antigua en ser domesticada, también denominado perro real de Egipto. La Universidad de Southern Illinois tenía coimo apodo desde 1913 maroons, en referencia a los colores del equipo, pero en 1951, y tras una votación entre los alumnos, se cambió por el actual de Salukis. La explicación es bastante contradictoria, pero se piensa que tuvo que ver el hecho de que a la parte sur del estado de Illinois, donde se encuentra ubicada la universidad, se le denomina también "Little Egypt", Pequeño Egipto, y esta raza de perros tiene su origen precisamente en el antiguo Egipto.

## Programa deportivo
Los Salukis participan en las siguientes modalidades deportivas:
| - Masculino - Béisbol - Baloncesto - Cross - Fútbol americano - Tenis - Golf - Atletismo - Natación y Saltos | - Femenino - Baloncesto - Cross - Tenis - Golf - Softball - Voleibol - Atletismo - Natación y Saltos |

### Baloncesto
Los mayores éxitos del equipo masculino de baloncesto se han producido en los últimos años, tras lograr ir a la fase final del Torneo de la NCAA 6 temporadas consecutivas, entre 2002 y 2007, siendo uno de los 12 únicos equipos del país en lograrlo. Alcanzó su mejor clasificación en 2002, al acceder a los octavos de final. En el año 1967 ganaron el NIT.
Un total de 9 jugadores de los Salukis han llegado a la NBA, entre los que destacan el miembro del Basketball Hall of Fame Walt Frazier o el actual jugador de los Minnesota Timberwolves, el base Troy Hudson.